# Stortingsvalget 1957
Stortingsvalget 1957 var et stortingsvalg i Norge, der blev afholdt 7. oktober 1957. Valget var en stor sejer for Arbeiderpartiet, og Einar Gerhardsens tredje regering fortsatte. Arbeiderpartiet beholdt sit rene flertal aleine i Stortinget.

## Resultat
| Parti                         | Procent af stemmer (%) | Ændring sammenlignet med 1953 | Mandater | Ændring sammenlignet med 1953 |
| ----------------------------- | ---------------------- | ----------------------------- | -------- | ----------------------------- |
| Arbeiderpartiet               | 48,3                   | + 1,7                         | 78       | + 1                           |
| Høyre                         | 16,8                   | - 1,6                         | 29       | + 2                           |
| Venstre                       | 9,6                    | - 0,4                         | 15       | 0                             |
| Bondepartiet                  | 8,6                    | - 0,2                         | 15       | + 1                           |
| Kristelig Folkeparti          | 10,2                   | - 0,3                         | 12       | - 2                           |
| Norges Kommunistiske Parti    | 3,4                    | - 1,7                         | 1        | - 2                           |
| Norsk Sosialdemokratisk Parti | 0,2                    | + 0,2                         | 0        | 0                             |
| Liberale Folkeparti           | 0,01                   | + 0,01                        | 0        | 0                             |
| Framstegspartiet              | 0,006                  | + 0,006                       | 0        | 0                             |
| Borgerlige fælleslister       | 2,9                    | + 2,3                         | 0¹       | 0                             |
| Total                         | 100                    | 0                             | 150      | 0                             |

¹ Mandat fra borgerlige fælleslister fordelt på enkeltpartier.
De borgerlige fælleslister var:
- Høyre og Bondepartiet i Vestfold og Telemark
- Høyre og Venstre i Finnmark

Statistisk Sentralbyrå har lavet en statistik over valgresultatet, hvis fælleslisternes stemmer blev fordelt på enkelt partierne. Resultaterne for disse på landsbasis bliver da:
| Parti        | Stemmer i prosent (%) | Ændring sammenlignet med 1953 |
| ------------ | --------------------- | ----------------------------- |
| Høyre        | 18,9                  | + 0,1                         |
| Venstre      | 9,6                   | - 0,4                         |
| Bondepartiet | 9,3                   | + 0,3                         |